# Tadd Dameron
Tadley Ewing Peake "Tadd" Dameron (21. februar 1917 i Cleveland, Ohio, USA – 8. marts 1965) var en amerikansk pianist, komponist og arrangør. 
Dameron hører til jazzens store komponister. Hans stil retning er bebop , hvor Han har skrevet mange standards, som er blevet spillet og fortolket gennem tiden, numre som f.eks. Lady Bird, Our Delight, Hot House og Good Bait.
Dameron havde egne grupper med musikere som Fats Navaro og Sonny Rollins. 
Han døde 48 år gammel efter lang tids stofmisbrug og hjerteinfakter. 

## Diskografi
- The Dameron Band
- Anthropology
- A study in Dameronia
- Fountainebleau
- Mating Call
- The Magic Touch